# Funkabhörstation

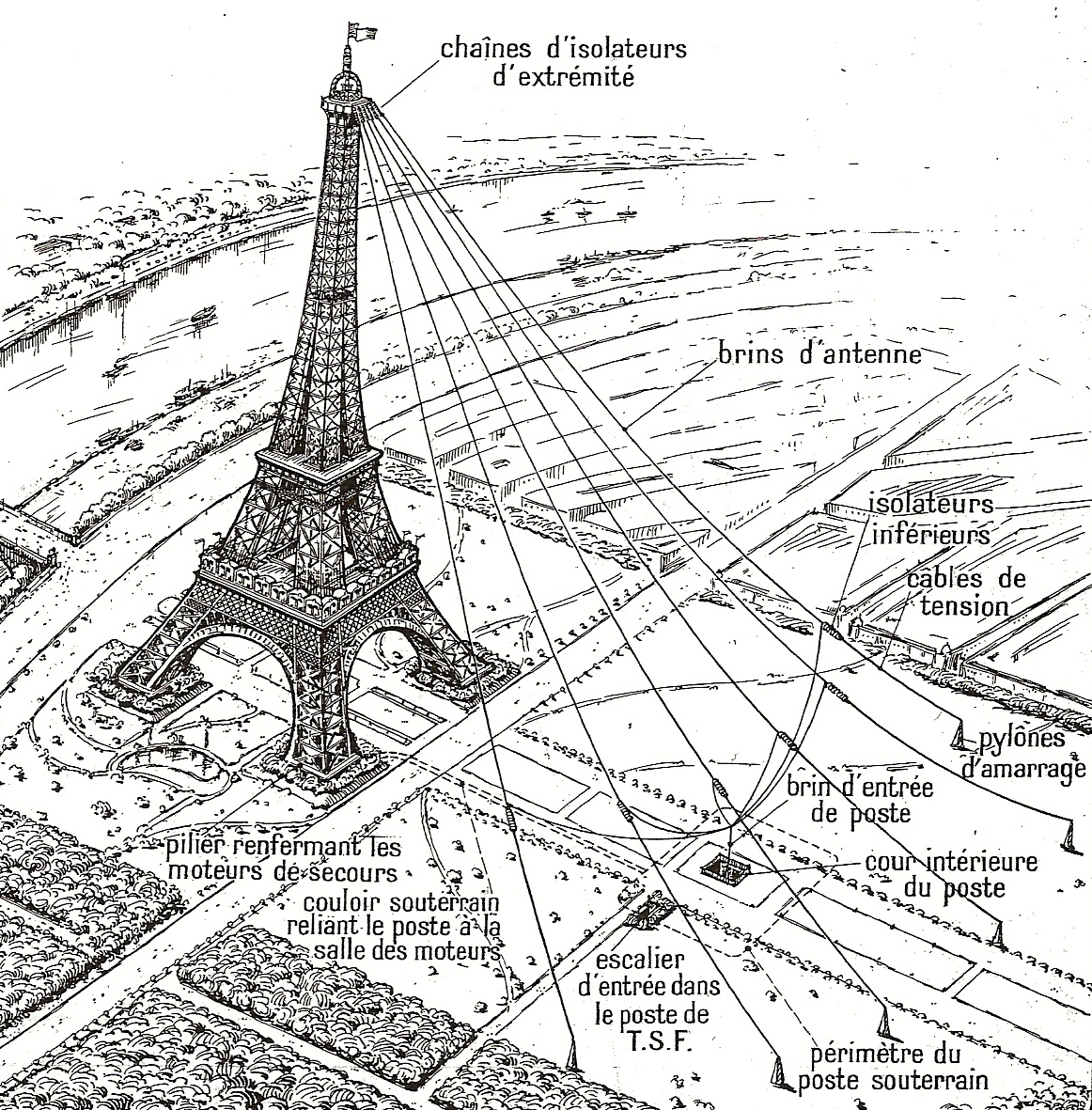
Nutzung des Eiffelturms als Abhörstation zur Erfassung der drahtlosen Telegraphie (franz.: télégraphie sans fil T.S.F.) 1914

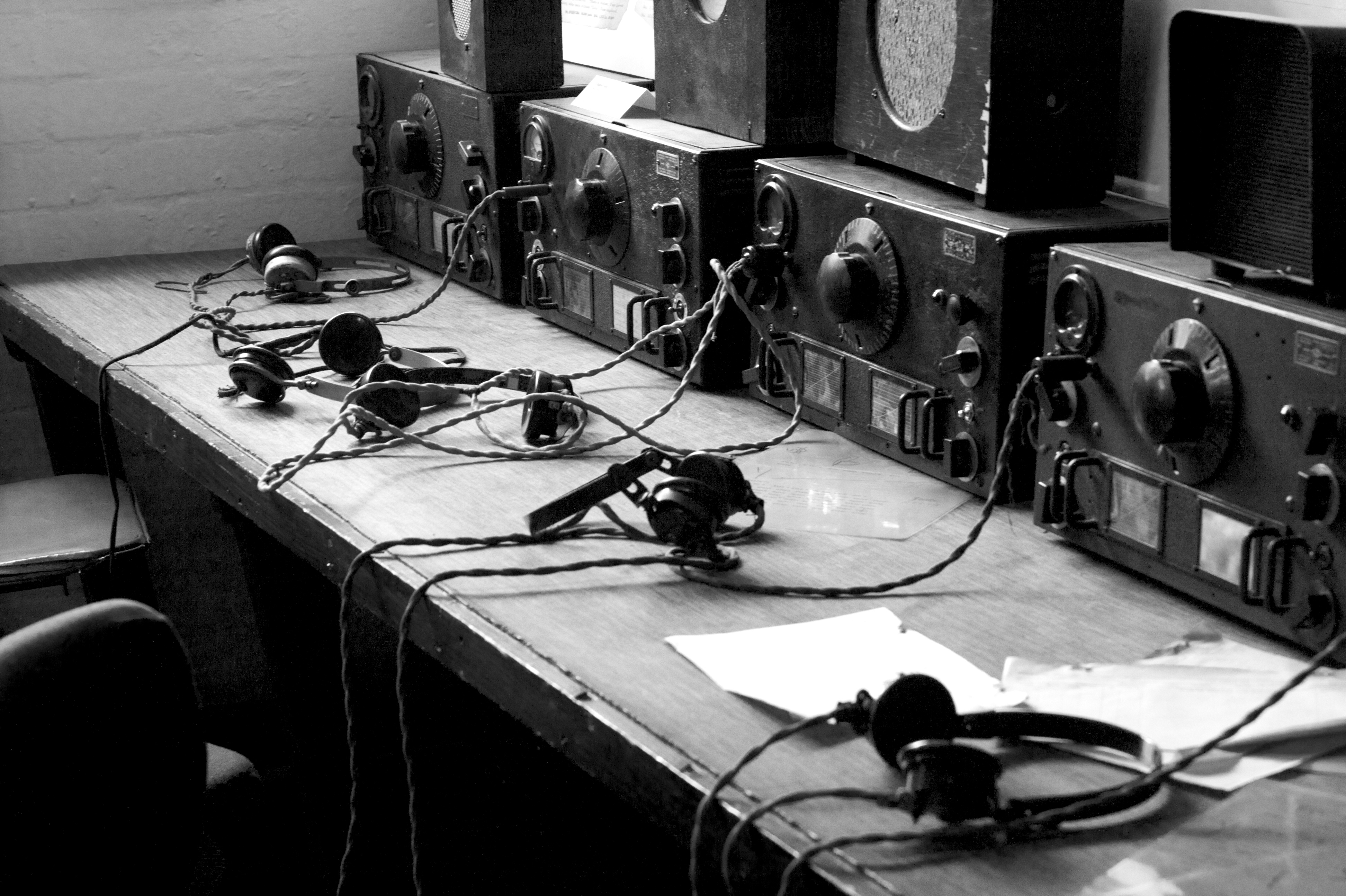
Britische Funkabhörplätze aus dem Zweiten Weltkrieg, ausgerüstet mit dem Kurzwellenfunkempfänger National HRO.

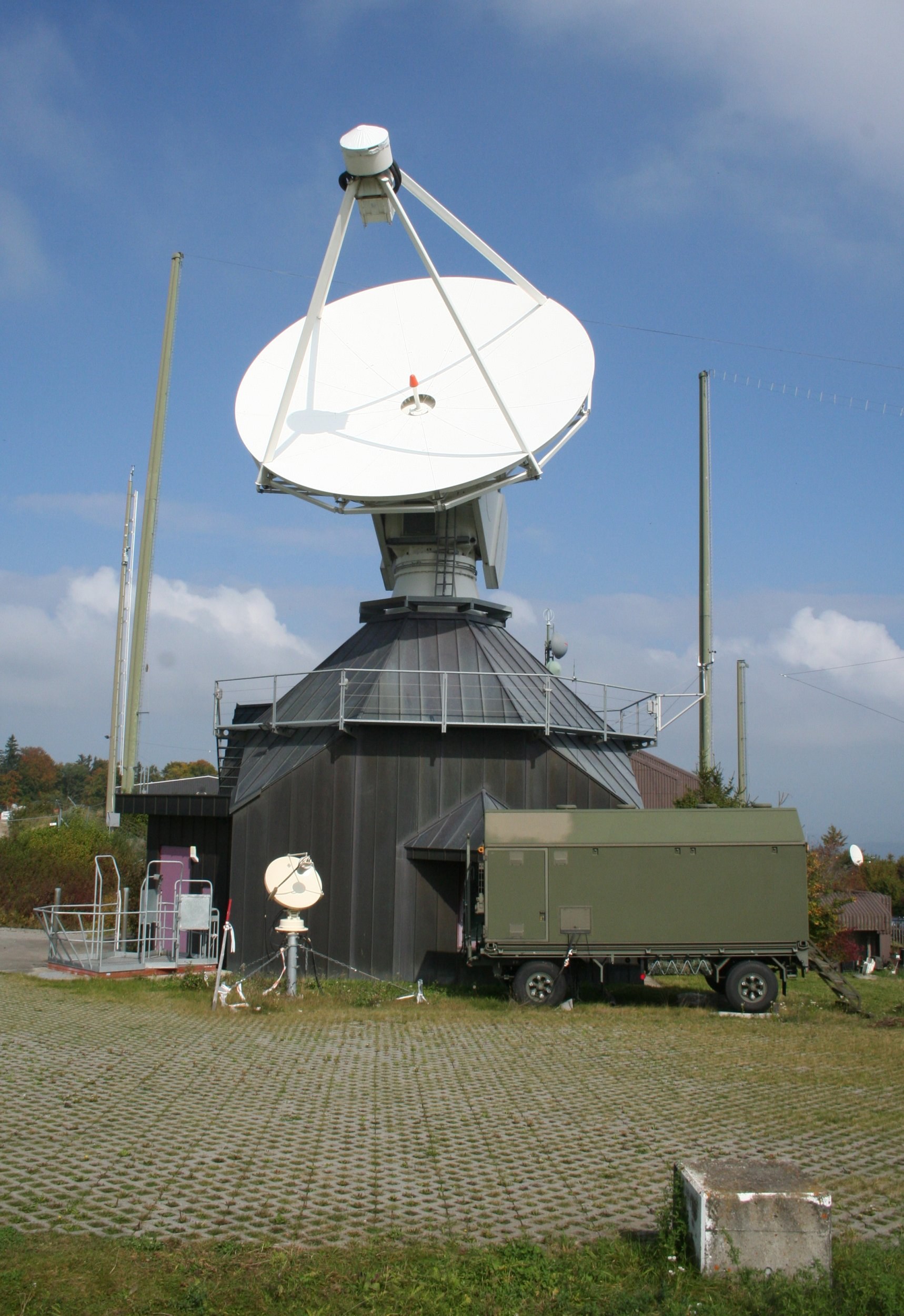
Empfangsstation des Onyx-Systems in Zimmerwald (Kanton Bern)

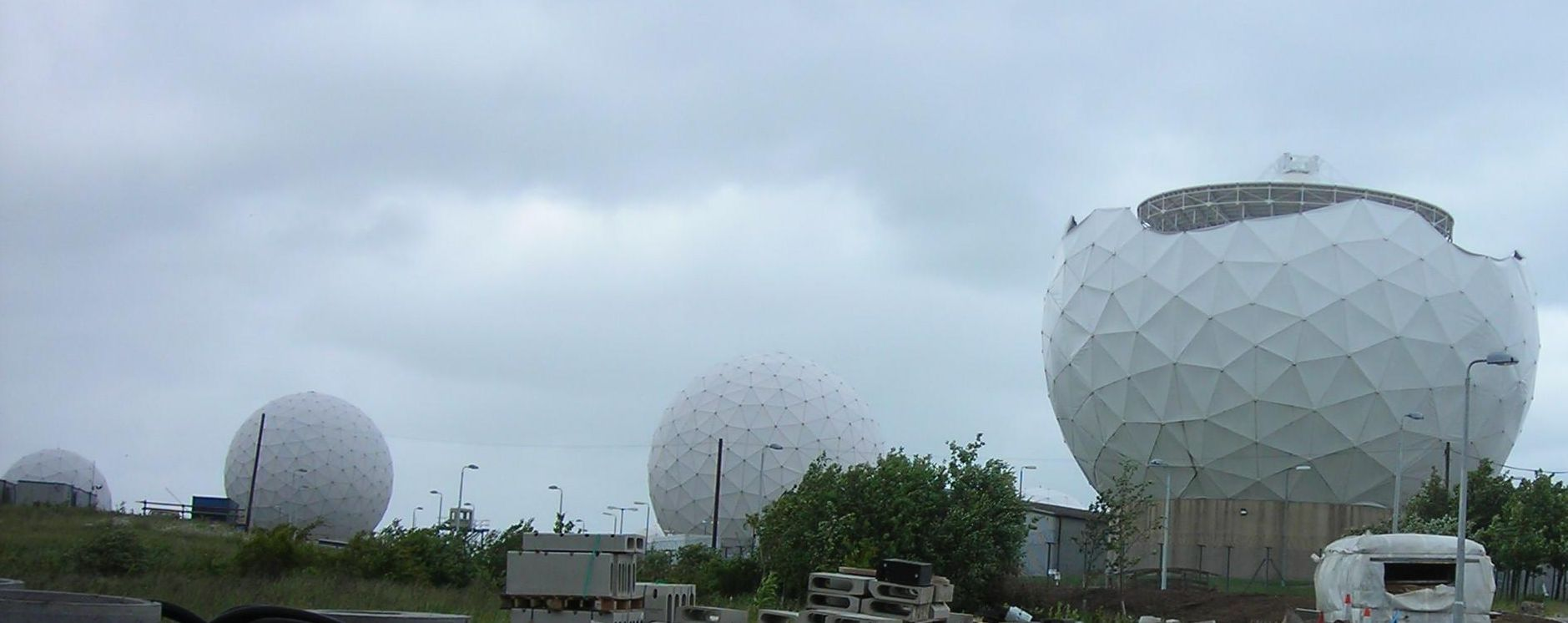
Die gerne als „Golf-Bälle“ bezeichneten Radome der Listening station in Menwith Hill schützen die Parabolantennen vor der Witterung. Bei dem im Juni 2008 noch nicht ganz fertiggestellten rechten Radom ist ein Teil der Parabolschüssel gerade noch zu erkennen.

Eine Funkabhörstation (auch Funkabhörstelle, Horchposten, Horchstelle oder Lauschstation; englisch Listening station, Radio intercept station oder Wireless intercept station, kurz W/T station für wireless telegraphy station) dient der militärischen Aufklärung, insbesondere der Fernmeldeaufklärung (auch bezeichnet als Signals Intelligence SIGINT), durch „Abfangen“ von Funksendungen.
Im Gegensatz zum ursprünglichen Abhören eines (akustischen) Gesprächs dienen Funkabhörstationen dazu, die mithilfe der Funktechnik – also über Funkwellen – drahtlos übertragene Information abzuhören. Hierzu werden hochempfindliche Funkempfänger sowie geeignete Empfangsantennen (Bild) benutzt.

## Erster Weltkrieg
Nachdem es Heinrich Hertz (1857–1894) im Jahr 1886 als Erstem gelang, elektromagnetische Wellen im Ultrakurzwellenbereich zu erzeugen, und Guglielmo Marconi (1874–1937) um 1900 die Reichweiten seiner Funkübertragungen auf Hunderte von Kilometern steigern konnte, fand die Funktechnik Anwendung im Ersten Weltkrieg (1914–1918), beispielsweise zur Kommunikation innerhalb des deutschen Heeres, der Kaiserlich Russischen Armee – mit fatalen Konsequenzen in der Schlacht bei Tannenberg (1914) – sowie im Flugfunk. Umgekehrt nutzte Frankreich bereits ab dem ersten Kriegsjahr den in der Zeit für die Öffentlichkeit gesperrten Eiffelturm als Funkabhörzentrale (Bild). Dort wurden verschlüsselte Funksprüche von der deutschen Westfront aufgefangen, deren Nachrichteninhalt entziffert werden konnte. Dazu gehört das Radiogramme de la Victoire (deutsch „Funkspruch des Sieges“).

## Zweiter Weltkrieg
In den zwanzig Jahren zwischen Ende des Ersten und Beginn des Zweiten Weltkriegs hatte sich die Funktechnik erheblich weiterentwickelt und wurde nun von allen Kriegsparteien extensiv genutzt. Umso wichtiger war auch die Funkerfassung und die Funkauswertung geworden, die ebenso von allen Seiten betrieben wurde. Von kriegswichtiger Bedeutung war der verschlüsselte deutsche Nachrichtenverkehr (Enigma, Lorenz etc.), der von britischen Funkabhörstationen weltweit aufgefangen wurde. Hierzu dienten den Briten dutzende sogenannte Government Communications Wireless Stations (G.C.W.S.), kurz genannt Y Stations, die zu dem Zweck nicht nur in Großbritannien errichtet worden waren. Auch die Wehrmacht verfügte mit der Dienststelle des Generals der Nachrichtenaufklärung (Heer) und dem B-Dienst (Beobachtungsdienst) der Kriegsmarine über vergleichbare, wenn auch weniger wirksame Einrichtungen.

## Kalter Krieg
Mit Heraufziehen des Kalten Kriegs etablierten sich moderne Funkabhörstationen auf beiden Seiten des Eisernen Vorhangs insbesondere im geteilten Deutschland. So befanden  sich auf dem Gipfel des unmittelbar an der innerdeutschen Grenze liegenden Brocken bis 1989 zwei leistungsfähige Abhöranlagen. Eine gehörte dem sowjetischen Militärgeheimdienst GRU und war damit zugleich der westlichste Vorposten der Sowjetunion, die andere war der Hauptabteilung III (Funkaufklärung, Funkabwehr) des Ministeriums für Staatssicherheit (Stasi) der DDR unterstellt. Die Objekte trugen die Tarnnamen „Jenissej“ und „Urian“, letzteres im Volksmund auch „Stasi-Moschee“ genannt. Pendants auf westlicher Seite waren u. a. der französische Schalker Horchposten im Harz, sowie die von  US-amerikanischen Streitkräften betriebene Abhörstation auf dem Teufelsberg in West-Berlin. Geplant war nach 1989 noch ein weit größerer Abhörkomplex auf dem Brocken, der durch die Wende und friedliche Revolution in der DDR nicht mehr zur Ausführung kam.
Die sogenannte „Abhörstation“ ist ein Gebäude in Berlin-Mitte, das durch die Stasi genutzt wurde, um die amerikanische Botschaft auf der gegenüberliegenden Straßenseite abzuhören.

## Moderne
Insbesondere die Supermächte und ihre Verbündeten betreiben auch heute noch ein weit verzweigtes Netz von Abhörstationen auf der ganzen Welt. Besonders bekannt ist Echelon, das von den Nachrichtendiensten der Vereinigten Staaten, des Vereinigten Königreichs, Kanadas, Australiens und Neuseelands betrieben wird. Ein weiteres ist das Schweizer Onyx-Abhörsystem (Bild).
Stationäre Funkabhörstellen in Deutschland sind beispielsweise die BND-Außenstellen Bad Aibling und Gablingen. In England wäre RAF Menwith Hill zu nennen (Bild). Darüber hinaus gibt es mobile Funkabhörstationen wie Funkmesswagen, Aufklärungsschiffe oder spezielle Aufklärungsflugzeuge zur Fernmeldeaufklärung.
Neben Funkübertragungen werden auch physische Daten- und Kommunikationsleitungen, besonders Unterseekabel, durch entsprechende Stationen oder Schiffe abgehört.